# Rembrandt van Rijn
Rembrandt Harmenszoon van Rijn (Leiden, 15 juli 1606/1607 – Amsterdam, 4 oktober 1669) was een Nederlandse kunstschilder, etser en tekenaar. Hij geldt algemeen als een van de grootste schilders en etsers in de Europese kunst, en als de belangrijkste Hollandse meester van de 17e eeuw. Hij vervaardigde in totaal ongeveer driehonderd schilderijen, driehonderd etsen en tweeduizend tekeningen. Zijn werk behoort tot de barok en is zichtbaar beïnvloed door het caravaggisme, alhoewel hij nooit in Italië is geweest. Zijn opmerkelijke beheersing van het spel met licht en donker, waarbij hij vaak scherpe contrasten (clair-obscur) gebruikte om zo de toeschouwer de voorstelling binnen te voeren, leidde tot levendige scènes vol dramatiek.
Het oeuvre van Rembrandt wordt door kunsthistorici in vijf periodes ingedeeld, te beginnen met de Leidse periode (1625-1631). Vanaf ongeveer 1629 begint de ontwikkeling als kunstenaar, waarbij Rembrandt met contrasten begint te werken en zijn belangstelling voor de lichtbehandeling, na 1640 treedt een versobering in. In de jaren 1650 zijn penseelstreken duidelijk zichtbaar en de kleuren rijker.
Rembrandt beschouwde zichzelf vooral als een historie- en portretschilder. Hij was een zelfverzekerde man en vervaardigde in alle levensfasen, maar vooral na 1660 door iedereen bewonderde zelfportretten; de honderd geschilderde en twintig geëtste zelfportretten geven een opmerkelijk scherp beeld van zijn uiterlijk en een vermoeden van zijn gevoelens; hij beeldde zichzelf af als de apostel Paulus en zette zichzelf in zijn zelfportret uit 1658 neer als een koning uit het Oosten. Behalve zijn vrouw Saskia Uylenburgh en zijn zoon Titus van Rijn is ook zijn huishoudster/vriendin Hendrickje Stoffels in zijn schilderijen aanwezig; zij hebben gefungeerd als model voor Bijbelse, mythologische of historische figuren.

## Levensloop

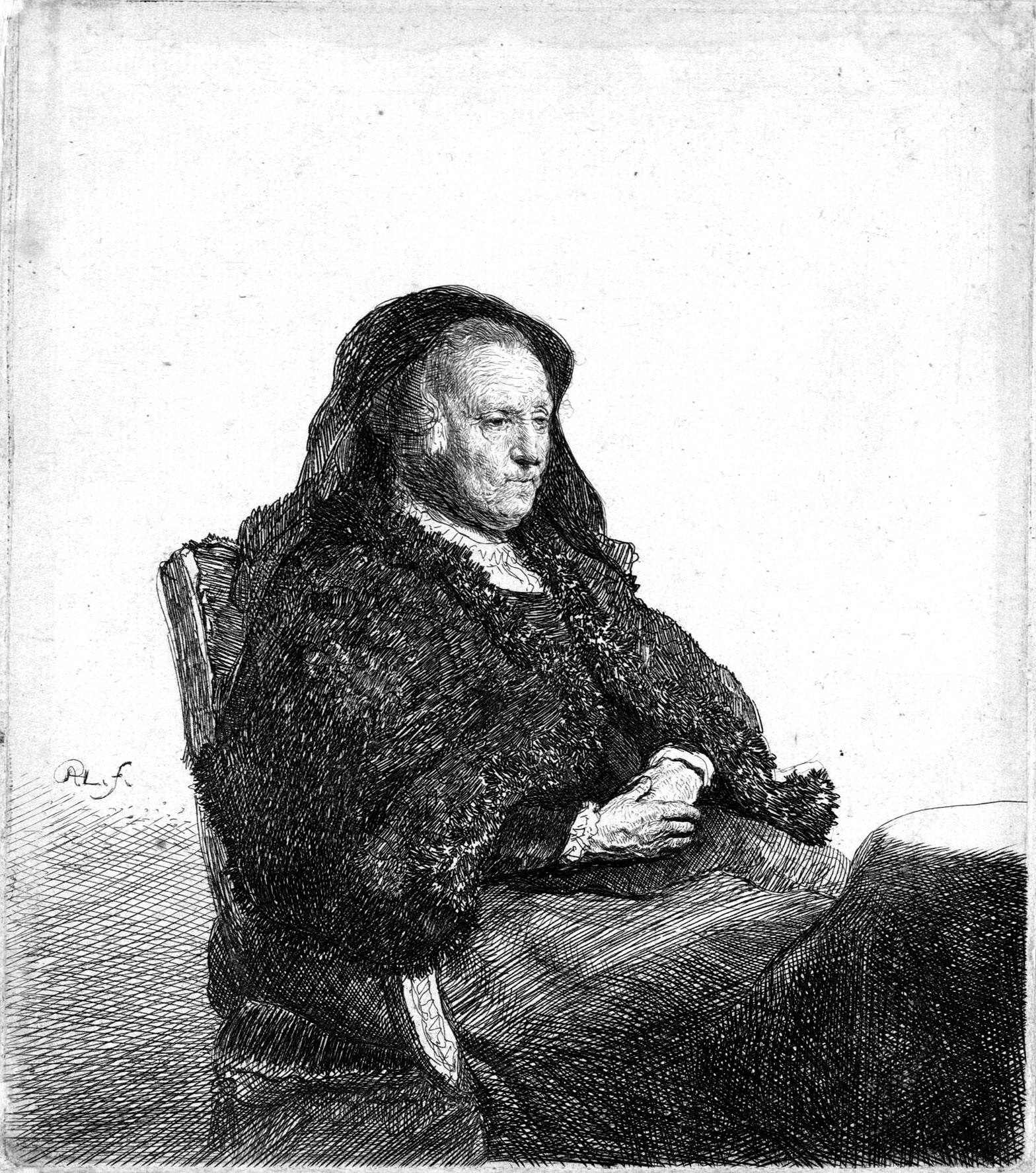
Portret van Neeltgen Willemsdr. van Zuytbrouck (1569-1640), moeder van Rembrandt van Rijn, 1631

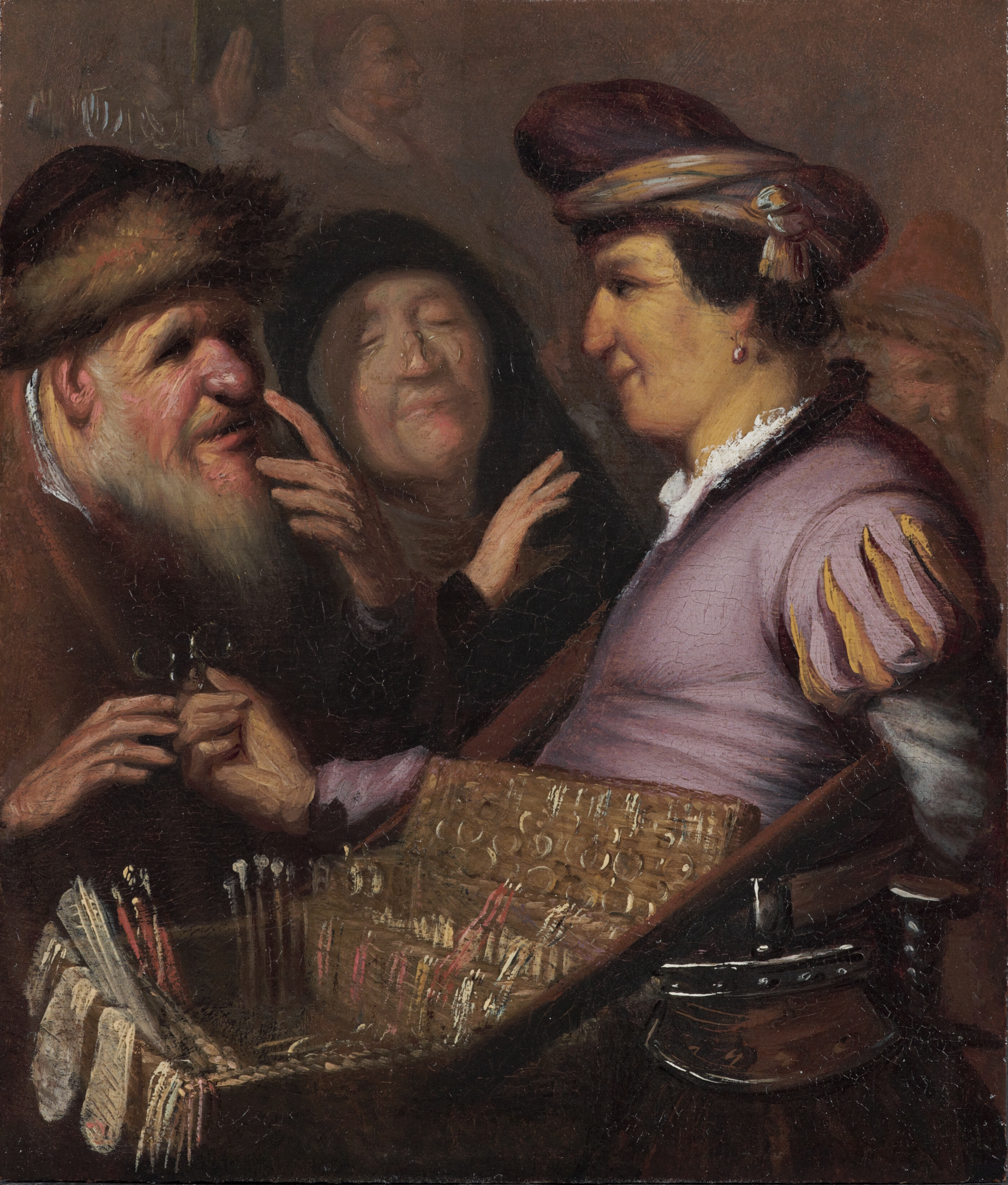
De brillenverkoper, 1623 of 1624 (een van de vroegste schilderijen van Rembrandt en onderdeel van een serie over de zintuigen), Museum De Lakenhal, Leiden

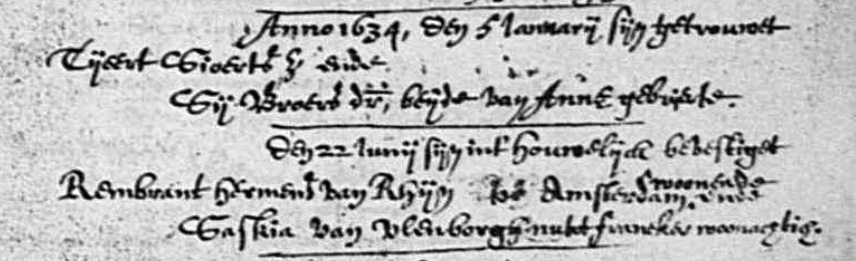
Den 22 juni zijn int houwelijck bevestigt Rembrant Hermens van Rhijn tot Amsterdam woonende en Saskia van Ulenborgh nu tot Franeker woonachtig (Trouwboek Sint Annaparochie)

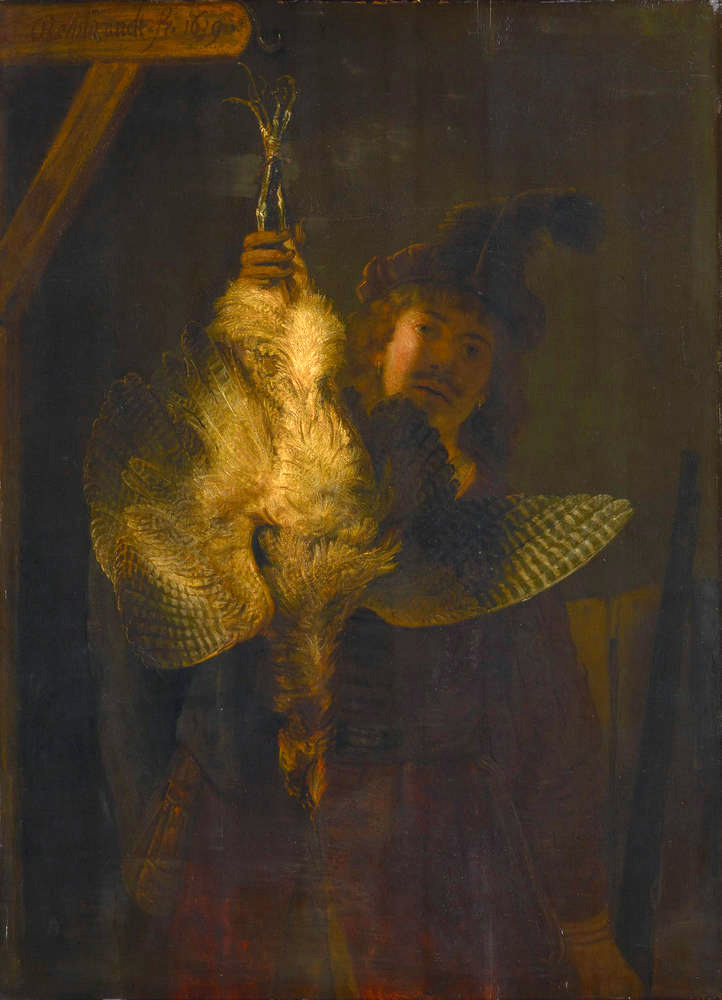
Zelfportret (1639)

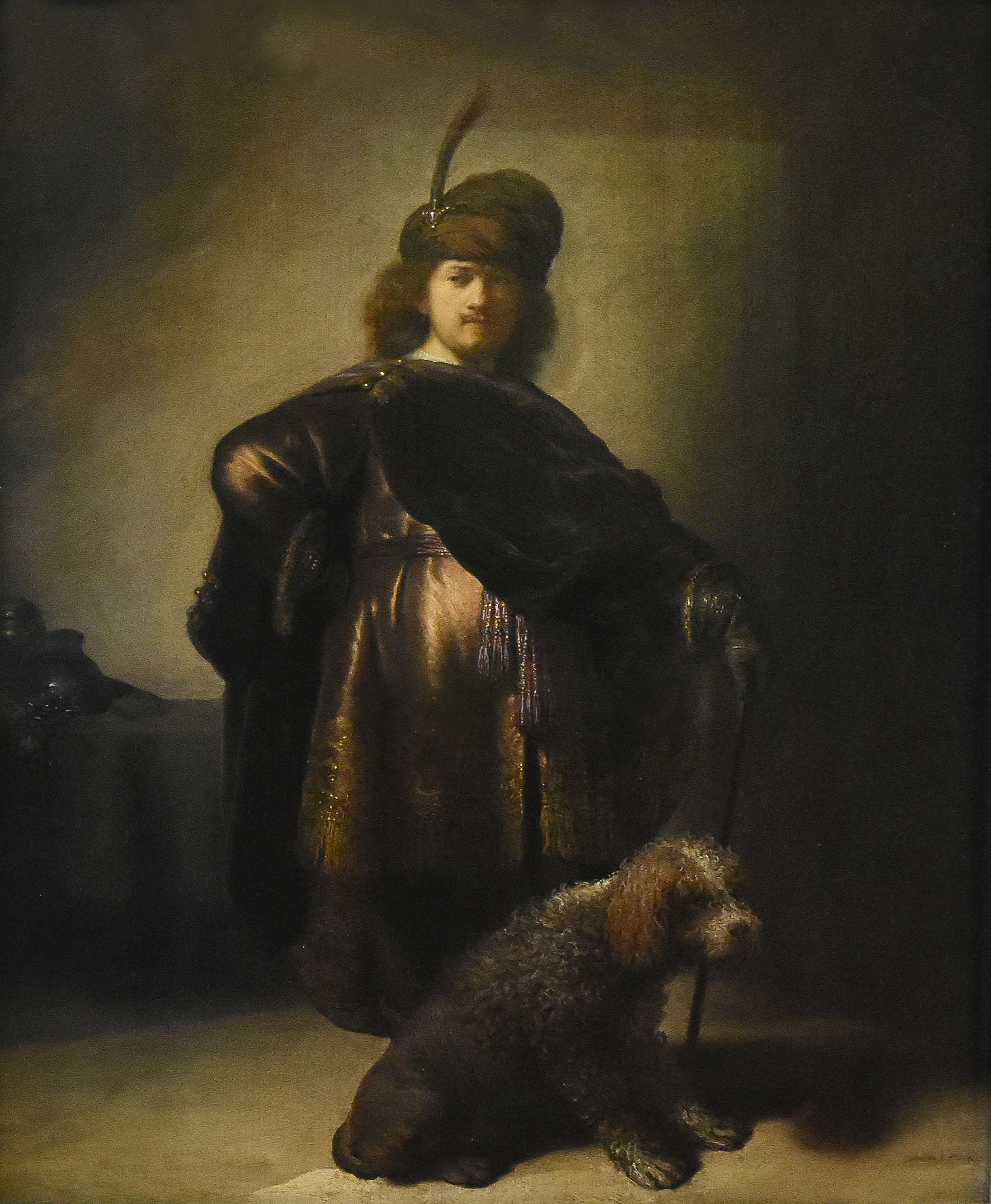
Zelfportret in oriëntaalse kledij (1631) in het Petit Palais

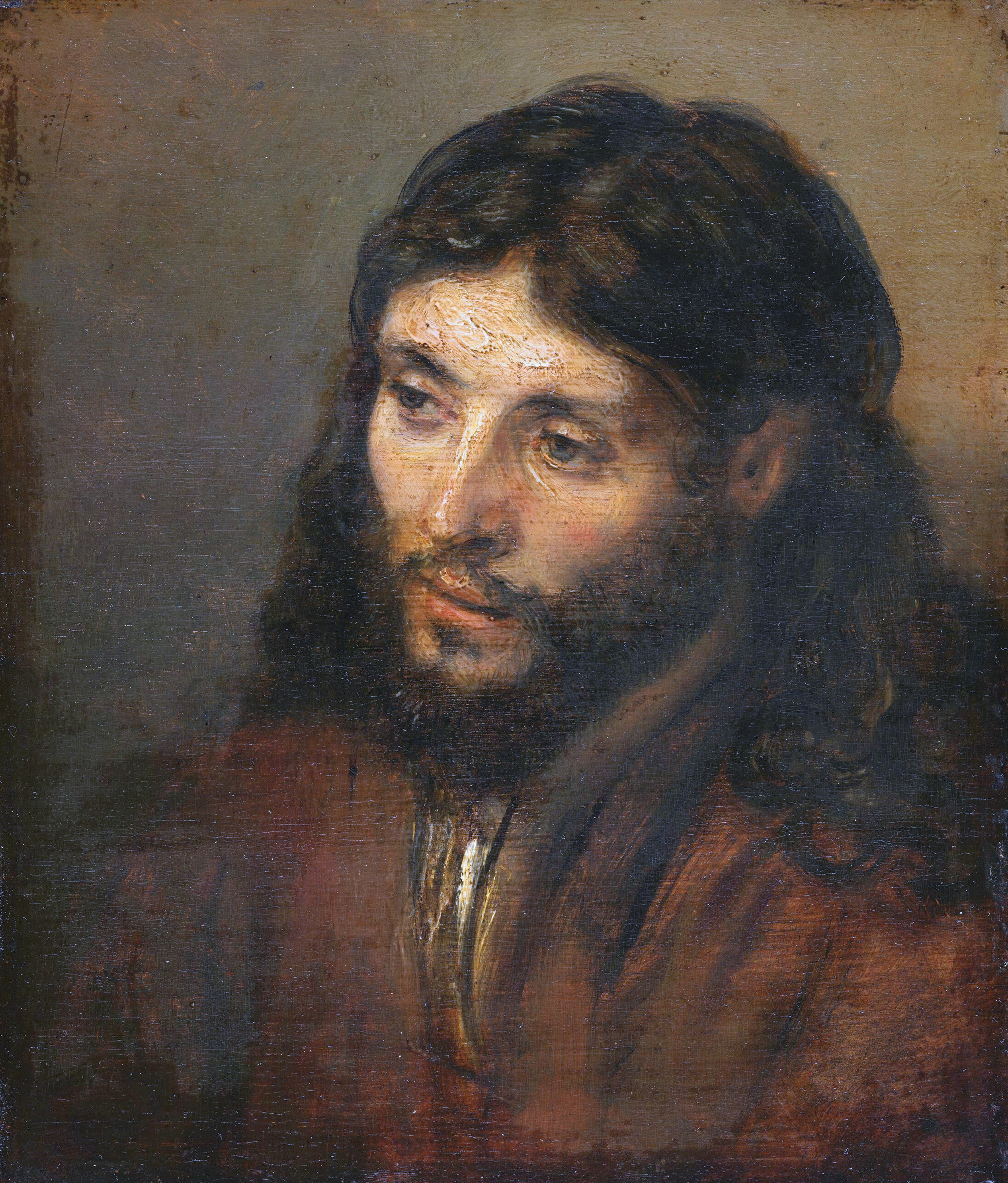
Christus (ca. 1650)

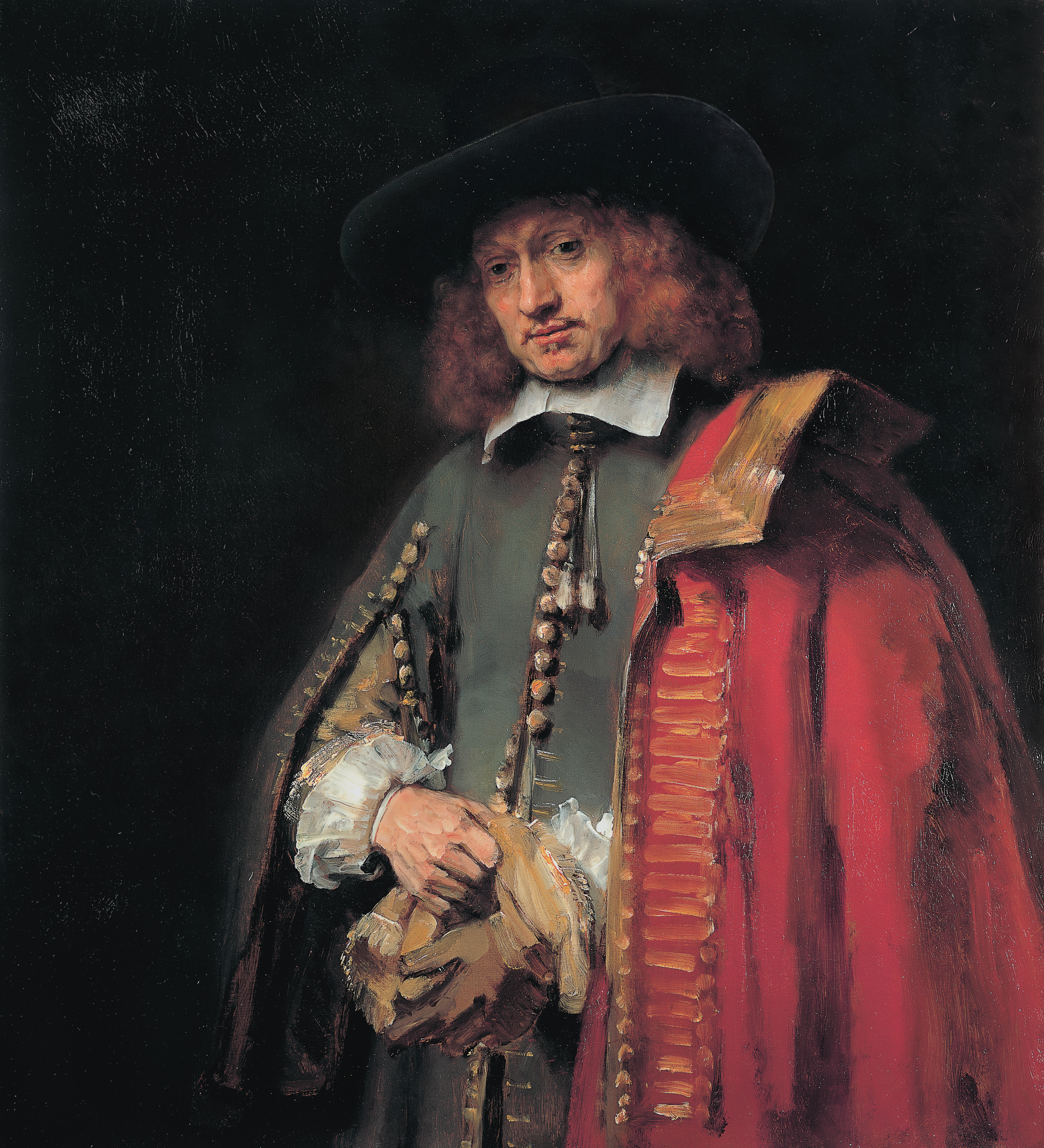
Portret van Jan Six (1654)

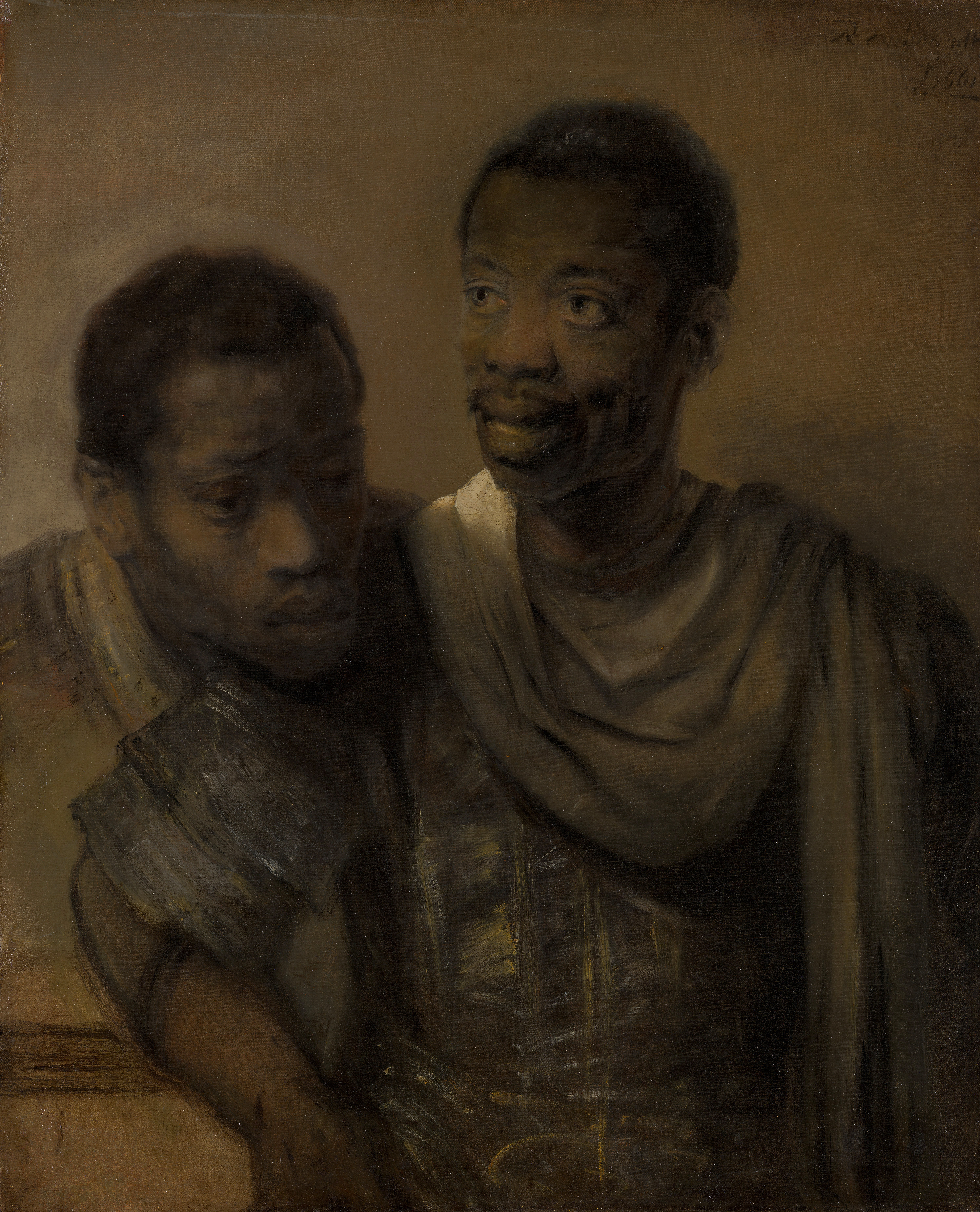
Twee moren (ca. 1661)

### Jeugd en leerjaren (1606-1625)
Rembrandt Harmenszoon van Rijn werd op 15 juli 1606 of 1607  in Leiden geboren, als het op een na jongste kind van Harmen Gerritsz van Rijn (1567/68-1630) en Neeltgen Willemsdr. van Zuytbrouck (ca. 1568-1640). Zijn vader was molenaar. Zijn moeder was de dochter van een welgestelde bakker. Er bestaat onduidelijkheid over het geboortejaar van Rembrandt doordat in een biografie die nog tijdens zijn leven geschreven is het jaar 1606 vermeld wordt, maar de circa vijf documenten die nu nog beschikbaar zijn, wijzen allemaal op 1607 als geboortejaar. De doopboeken van Leiden zijn behouden vanaf 1621, waardoor deze geen duidelijkheid verschaffen.
Het geboortehuis van Rembrandt stond aan Weddesteeg 25, tegenover de nu verdwenen standerdmolen De Rijn, waarvan zijn vader molenaar en eigenaar was en waar mout werd gemalen voor bierbrouwerijen. De familie van zijn vader Harmen was gereformeerd; zijn moeder was en bleef rooms-katholiek. Van Rembrandt is niet bekend of hij lid was van een kerk.
De ouders van Rembrandt kregen tien kinderen, van wie er drie jong stierven. Rembrandt had vier oudere broers en twee zusters:
- Gerrit, de oudste, werkte mee in de molen tot hij, wegens een verwonding aan zijn hand voor 1621, zijn taken niet meer kon uitvoeren
- Adriaen, de tweede, was eerst schoenmaker en nam van Gerrit het werk in de molen over
- Machtelt, zijn oudere zus. Zij stierf ongetrouwd in 1625, misschien aan de pest
- Willem, de derde zoon, was eerst bakkershulp en later korendrager
- Cornelis
- Lysbeth, de jongste van het gezin, woonde tot aan haar overlijden in 1655, aan Weddesteeg 25. Zij zou hem later onterven, omdat ze vond dat hij zijn eigen Leidse familie erg had verwaarloosd.[8]

Rembrandt ging naar de plaatselijke Latijnse school, waarschijnlijk vanaf zijn zevende jaar, de gebruikelijke aanvangsleeftijd op deze school, met een aanzienlijk inschrijvingsgeld, bezocht door jongens uit families die het konden betalen. De basis van de educatie waren er de kennis van de Bijbel en Christus, klassieke literatuur en goede manieren, en men leerde er Latijn. Hendrick Rijverding, een van zijn leraren, gaf hem les in kalligrafie en in schilderen. In zijn biografie uit 1641 vermeldt Orlers dat Rembrandts ouders hem naar die school stuurden als voorbereiding op een wetenschappelijke opleiding aan de universiteit om "eenmaal volwassen, stad en gemeenschap met kennis te dienen en helpen tot voorspoed te brengen".
In 1620 werd hij, op veertienjarige leeftijd, door zijn ouders ingeschreven aan de universiteit van Leiden als letterenstudent. Uit een in 2019 gevonden document blijkt dat de inschrijving aan de universiteit hernieuwd werd in 1622. Hij studeerde dus minstens twee jaar en mogelijk langer aan de universiteit. Rembrandt kreeg er ook theologie. Daar kan Rembrandt een diepgaande kennis en begrip van Bijbelse en mythische verhalen verworven hebben, die terug te vinden is in zijn schilderijen.
Rembrandt verliet de studie van de letteren. Vermoedelijk vanaf 1622 ging hij in de leer bij de Leidse schilder Jacob van Swanenburgh, een specialist in stadsgezichten en scènes uit de hel. Van wat Rembrandt tijdens zijn leertijd maakte is niets bewaard gebleven. Na de leertijd bij van Swanenburg ging Rembrandt in de leer bij Pieter Lastman in Amsterdam, die een bekend historieschilder was. Al na een half jaar bij Lastman zette Rembrandt zijn eigen werkplaats op in Leiden.

### Leidse jaren (1625-1631)
Ergens in 1625 begon Rembrandt voor eigen rekening in Leiden. Zijn vroegste schilderijen vertonen sterk de invloed van Pieter Lastman maar toch anders, volgens de eerste vuistregel die Lastman onderwees, dat 'alles wat je maakt nieuw en anders' moest zijn. Uit dat jaar, 1625, dateert ook zijn vroegst gedateerde schilderij: De steniging van de Heilige Stefanus.
De eerste vermelding van Rembrandt als schilder is te vinden in de Latijnse aantekeningen die Aernout van Buchell in 1628 maakte voor een nooit verschenen schilderboek. In 1630 kocht een neef van Buchell etsen van Rembrandt. Een van de eerste Amsterdamse kopers van zijn werk was Johan Huydecoper van Maarsseveen. Zijn faam groeide en op 14 februari 1628 nam Rembrandt Gerrit Dou als zijn eerste leerling aan.
Kunsthandelaar Hendrick Uylenburgh, de buurman van Pieter Lastman in Amsterdam, was mogelijk vanaf 1628 bemiddelaar voor de verkoop van werken van Rembrandt op de Amsterdamse markt.
In Leiden stond Rembrandt in nauw contact met zijn vriend, studiegenoot en collega Jan Lievens en ze beïnvloeden elkaar wederzijds. Mogelijk deelden zij rond 1630 een werkplaats. In elk geval beschrijft Constantijn Huygens, secretaris van de stadhouder en kunstkenner, hen als een duo, in zijn verslag van een bezoek dat hij omstreeks 1630 aan het atelier gebracht heeft. Huygens zag Rembrandt in 'trefzekerheid en levendigheid van emoties de meerdere' van Lievens en bewonderde met name Judas geeft de zilveren penningen terug. Hij stond verbaasd dat het duo het zonde van de tijd achtte om een reis naar Italië te maken, waarvoor ze als excuus aanvoerden dat de beste Italiaanse doeken buiten dat land te zien zouden zijn. De twee verspilden geen tijd: 'Het wonderlijkste is nog dat zelfs de onschuldigste genoegens van de jeugd door hen als tijdverlies worden afgedaan.'
In 1631 was Rembrandt bekend om zijn eigen stijl: natuurlijke in plaats van geïdealiseerde figuren, uitbeelding van emoties en het licht-donker-werking. Vooraanstaande Leidse burgers kochten zijn kunst en hij kreeg opdrachten van onder meer Nicolaes Tulp. Kunstkenners als Constantijn Huygens zorgden er voor dat zijn werk terechtkwam in kunstverzamelingen van Frederik Hendrik van Oranje en koning Karel I van Engeland.

### Eerste Amsterdamse periode (1631-1634)
In 1631 kocht Rembrandt zich voor 1000 gulden in bij de zaak van de Amsterdamse kunsthandelaar Hendrick Uylenburgh en verplaatste zijn activiteiten naar diens schilderswerkplaats in Amsterdam. Hendrick Uylenburgh vestigde in 1625 een kunstbedrijf op de hoek van de (Joden) breestraat en was de buurman van Pieter Lastman, bij wie Rembrandt in de leer was. Hendrick Uylenburg was opgegroeid in het artistieke milieu rond het Poolse hof en had grote kunsttransporten verzorgd naar Polen in opdracht van koning Sigismund III, voor hij zijn kunsthandel en -atelier startte in Amsterdam.
Van 1631 tot 1635 produceerde Rembrandt in Uylenburghs atelier vooral een aanzienlijk aantal portretten in opdracht voor welgestelde en belangrijke Amsterdammers zoals de importeur van Russisch bont Nicolaes Ruts, de toneelschrijver en dichter Jan Harmensz. Krul en de kerkleider Johannes Uyttenbogaert. In 1634 werd Rembrandt lid van de Amsterdamse schildersgilde. In datzelfde jaar 1634 trouwde hij met Saskia Uylenburgh (1612-1642), een nicht van zijn zakenpartner Hendrick Uylenburgh.
Zijn vrouw Saskia kwam uit een aanzienlijke Friese familie. Haar vader Rombertus Uylenburgh (1554-1624), een jurist afgestudeerd aan de universiteit van Heidelberg, was raadsheer aan het Hof van Friesland en burgemeester van Leeuwarden, voor hij zich uit het openbare leven terugtrok en ging rentenieren van de inkomsten van zijn bezittingen. De moeder van Saskia was gestorven toen Saskia 7 jaar was. Haar vader overleed in 1624 toen ze 12 was. Haar zussen namen de rol van moeder op zich. Ten tijde van de verloving woonde Saskia in Sint Annaparochie bij haar zus Hiskia (ca. 1602/03- na 1656) en haar man, de jurist en secretaris van grietenij het Bildt: Gerrit van Loo (ca.1583-1641).
Als een van de erfgenamen van haar ouders was Saskia niet onbemiddeld. Begin juni 1633 hadden Rembrandt en Saskia elkaar trouwbeloften gedaan en drie dagen daarna (8 juni 1633) maakte Rembrandt de beroemde tekening met onderschrift van zijn 'echtgenote' met strohoed en bloem in de hand. Ze zouden pas een jaar later officieel trouwen. Na de verloving bleef Saskia tot haar huwelijk in Friesland om in Franeker te zorgen voor het huishouden van haar dodelijk zieke zus Antje (ca. 1598-1633) en haar zwager, de Poolse edelman en hoogleraar theologie Johannes Maccovius (1588-1644).
Het kerkelijk huwelijk werd gesloten in Friesland op 2 juli 1634 in de oude dorpskerk van Sint Annaparochie, op de plek waar nu de Van Harenskerk staat. Na hun huwelijk bleef Rembrandt met Saskia wonen in het huis en werkplaats van Hendrick Uylenburgh in de Breestraat, waar Rembrandt voordien al woonde.

### Tweede Amsterdamse periode (1635-1642)
In 1635 verliet Rembrandt huize Uylenburg. Vanaf 1 mei 1635 huurde hij voor 600 gulden per jaar een voornaam huis aan de Nieuwe Doelenstraat, naast Willem Boreel, de pensionaris van Amsterdam. Nadat hij in 1635 voor zichzelf begonnen was, stopte Rembrandt bijna helemaal met het maken van portretten en begon hij aan een serie grote historiestukken.
In 1637 verhuisden Rembrandt en Saskia naar Vlooienburg, waar ze aan de Binnen-Amstel een huis genaamd De Suijkerbackerij betrokken. Na een tijdlang in huurwoningen gewoond en gewerkt te hebben, kocht Rembrandt in 1639 voor 13.000 gulden, een statig huis in wat toen de Breestraat heette, een straat met veel kunstenaars, aan het begin van de Jodenbuurt. Dat huis, gebouwd in 1606, is nu Museum Het Rembrandthuis aan de Jodenbreestraat. Voor zijn nieuwe woning deed Rembrandt een aanbetaling van een vierde van de totale prijs. Voor het openstaande bedrag ging hij een hypothecaire lening aan bij de verkopers van het pand, af te betalen over een periode van vijf à zes jaar. Financieel ging het hem voor de wind. In 1638 voerde Rembrandt voor het Hof van Friesland een proces tegen een verre verwante die beweerd zou hebben dat Saskia met pronken en pralen de erfenis van haar ouders verkwistte. Tijdens dit proces, waarin de eis van Rembrandt werd afgewezen, liet Rembrandt verklaren dat "hij en zijn vrouw van geld en goederen buitensporig toebedeeld zijn". In 1640 erfde Rembrandt 2.490 gulden na het overlijden van zijn moeder.
Rembrandt was met een andere kunsthandelaar gaan samenwerken: Joannes de Renialme, die op de Kloveniersburgwal woonde. Rembrandt en zijn vrouw kampten met verschillende tegenslagen; driemaal overleed een pasgeboren kind, maar in 1641 kregen ze een zoon die in leven bleef en die ze Titus noemden, naar Saskia's zuster Titia.
In 1642 voltooide Rembrandt zijn grote groepsportret van leden van een Amsterdamse schutterscompagnie, dat later de naam De Nachtwacht zou krijgen, waaraan hij enkele jaren had gewerkt. Hij had dit groepsportret opgezet als een historiestuk met grote levendigheid en actie, wat een revolutie in de formule van het groepsportret betekende. Het zou het symbool bij uitstek van de Nederlandse Gouden Eeuw worden.
Een maand voor de aflevering van De Nachtwacht overleed Saskia op 14 juni 1642. In 1635 had ze samen met Rembrandt een gezamenlijk testament laten opmaken, een toen gebruikelijke voorzorgmaatregel voor een eerste bevalling. Negen dagen voor haar dood liet ze echter, ziek te bed liggende, een nieuw testament opmaken waarin ze haar zoon Titus tot universele erfgenaam maakte. Rembrandt mocht die erfenis als voogd beheren en kreeg het vruchtgebruik; dit op voorwaarde dat hij niet hertrouwde. Zou hij wel hertrouwen dan zouden Rembrandts erfrechten naar familie van Saskia gaan. Als Titus zou overlijden zonder nazaten dan zou zijn erfenis, in geval van een nieuw huwelijk, naar de familie van Saskia gaan.

### Derde Amsterdamse Periode (1643-1658)
In het decennium na de voltooiing van de Nachtwacht en de dood van Saskia is er een kentering in de productie van Rembrandt. De productie van schilderijen nam drastisch af. Tekenen en etsen werden zijn hoofdbezigheid.
Bij de dood van Saskia in 1642 was hun zoon Titus nog geen jaar oud en Rembrandt nam de weduwe Geertje Dircx uit Ransdorp, die ongeveer even oud was als Rembrandt, in dienst als verzorgster. Ze kregen een relatie. In 1649 kwam er een einde aan hun relatie en Geertje daagde Rembrandt wegens verbroken huwelijksbeloften voor de Huwelijkskrakeelkamer, waar onder anderen Jacob F. Hinlopen hun zaak behandelde. Rembrandt stelde Geertje een jaarlijkse alimentatie voor, maar ze kwamen niet tot een overeenstemming. Rembrandt wist haar broer en buren te overhalen om belastende verklaringen af te leggen en Geertje voor een aantal jaren voor heropvoeding te laten opsluiten in het Spinhuis in Gouda. Via een tussenpersoon betaalde Rembrandt voor haar aanhouding en overbrenging naar Gouda. De gebeurtenissen in 1649 vielen samen met een dieptepunt in Rembrandts productie: in 1649 maakte hij geen (gedateerde) schilderijen of etsen.

In de jaren na de opsluiting van Geertje kwam de productie van schilderijen en etsen weer op gang.
Inmiddels was Hendrickje Stoffels (1626–1663) de opvolgster van Geertje geworden als huishoudster en vrouw in het leven van Rembrandt. In 1654 kreeg zij een officiële berisping van de Gereformeerde Kerk, omdat zij 'in hoererij' leefde met de schilder. Rembrandt werd niet vermaand, omdat hij geen officieel lidmaat van een kerk was. In datzelfde jaar kregen ze een dochter, die ze Cornelia noemden, naar Rembrandts moeder. In verband met de voorwaarde voor Rembrandts vruchtgebruik van de erfenis van Saskia voor Titus wilde Rembrandt niet trouwen met Hendrickje en zo bleven ze van 1649 tot aan haar dood in 1663 ongehuwd samenwonen.
Vanaf 1650 kwam Rembrandt in toenemende mate in financiële problemen. Hij was gestopt met het afbetalen van de hypotheek op zijn huis. Sinds 1642 had hij geen portretopdrachten meer ontvangen of aangenomen en waren er periodes dat zijn productie en dus ook zijn inkomsten erg beperkt waren. Anderzijds besteedde hij heel wat geld aan het verzamelen van kunst, naturalia en artificialia. Al jaren stroopte Rembrandt veilingen af om kunst te kopen, schilderijen en soms dure prenten van onder meer de door hem bewonderde Lucas van Leyden. Met regelmaat kocht hij exotische voorwerpen waaronder bijzondere kledingstukken, die hij vaak in zijn schilderijen gebruikte. Zo had biograaf Arnold Houbraken van een van Rembrandts leerlingen vernomen dat de schilder zijn leven lang door tulbanden gefascineerd was. In 1647 stelde Rembrandt op verzoek van de familie van zijn vrouw een inventaris op van zijn bezittingen en kwam hij aan een totaal van 40.750 gulden aan kapitaal en bezittingen. Een groot deel van dat vermogen bestond uit zijn verzameling kunst en curiosa. De Eerste Engels-Nederlandse Oorlog (1652-1654) en de voorafgaande strubbelingen, met de blokkering van overzeese handelsroutes, zorgden voor een economische neergang en krapte in de Republiek waarin er minder geld besteed werd aan luxeartikelen zoals kunstwerken. Die situatie bracht ook een golf van faillissementen mee en schuldeisers gingen hun geld opeisen.
In 1653 eiste de verkoper en hypotheekhouder van het huis van Rembrandt de betaling van de volledige openstaande schuld. Daar kon hij aan voldoen door nieuwe leningen aan te gaan die hij op korte termijn moest terugbetalen. Rembrandt probeerde bezittingen te gelde te maken en ging in onderhandeling over de aankoop van een bescheidener huis. Ondertussen nam hij een aantal maatregelen: in 1655 maakte de 14-jarige Titus zijn testament en benoemde Rembrandt als zijn enige erfgenaam, waardoor de erfenis van Saskia niet terug kon gaan naar haar familie.
Rembrandt slaagde er niet in om de leningen af te betalen. In 1656 vroeg hij zijn faillissement aan en zijn bezittingen werden verkocht. Rembrandt had voordien nog het huis aan de Breestraat op naam van Titus gezet om het uit het faillissement te houden, wat niet lukte. Er werd een inventarisatie van het gehele bezit opgemaakt. Deze 363 nummers tellende lijst vormt een belangrijke bron van inzicht in Rembrandts leven. Tegenover het armetierige huisraad stond een rijkdom aan kunstvoorwerpen. Naast schilderijen en een verzameling antieke portretten, wapens en dergelijke moet vooral de collectie tekeningen en grafiek worden genoemd. Een belangrijk deel kwam terecht bij de schilder Jan van de Cappelle. Op een veiling onder leiding van Jacob J. Hinlopen werden in 1658 Rembrandts huis en inboedel verkocht. Het pand ging drie keer onder de hamer voordat het was verkocht.

### Laatste jaren aan de Rozengracht (1658-1669)

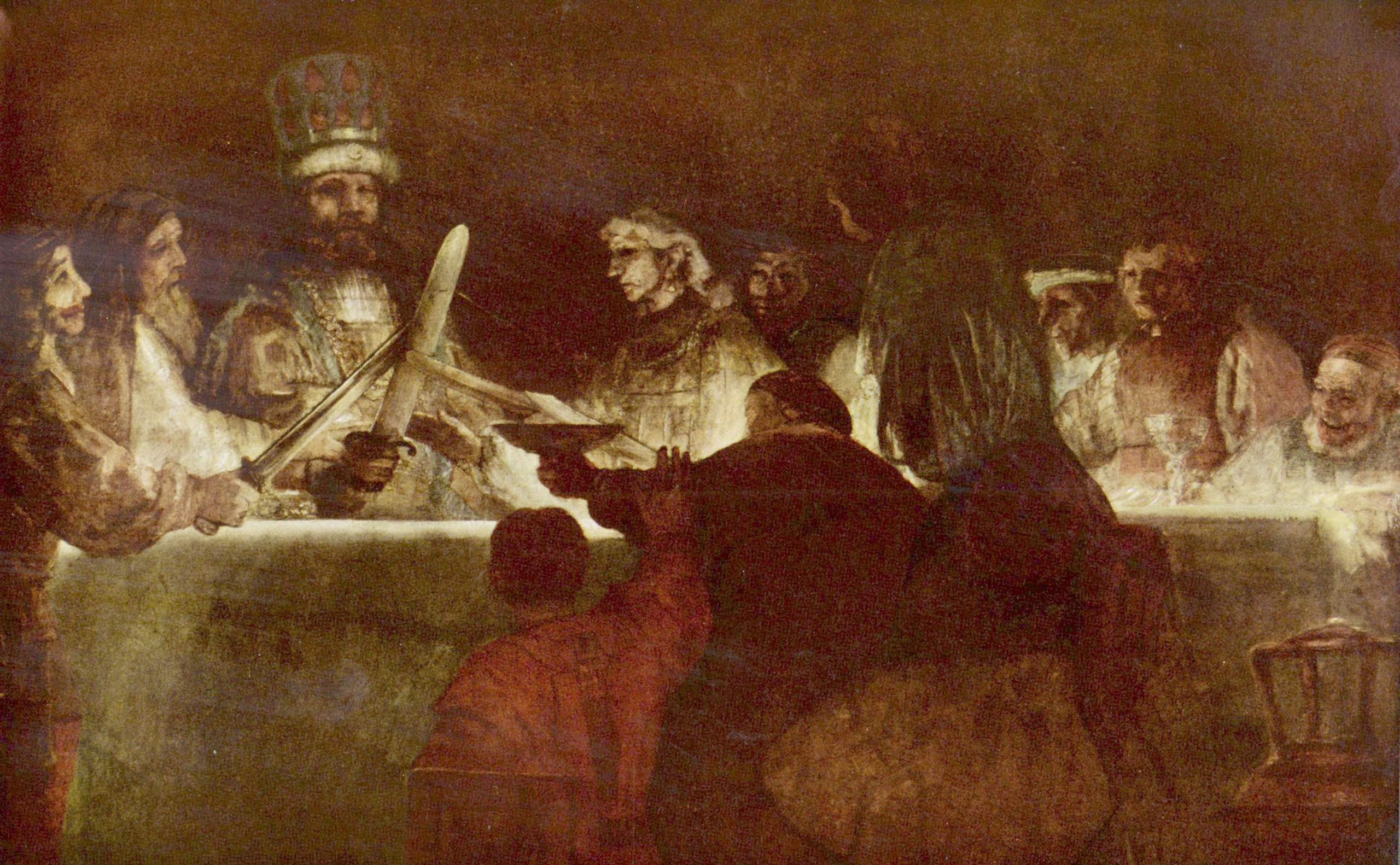
Rembrandts versie van De samenzwering van de Bataven onder Claudius Civilis

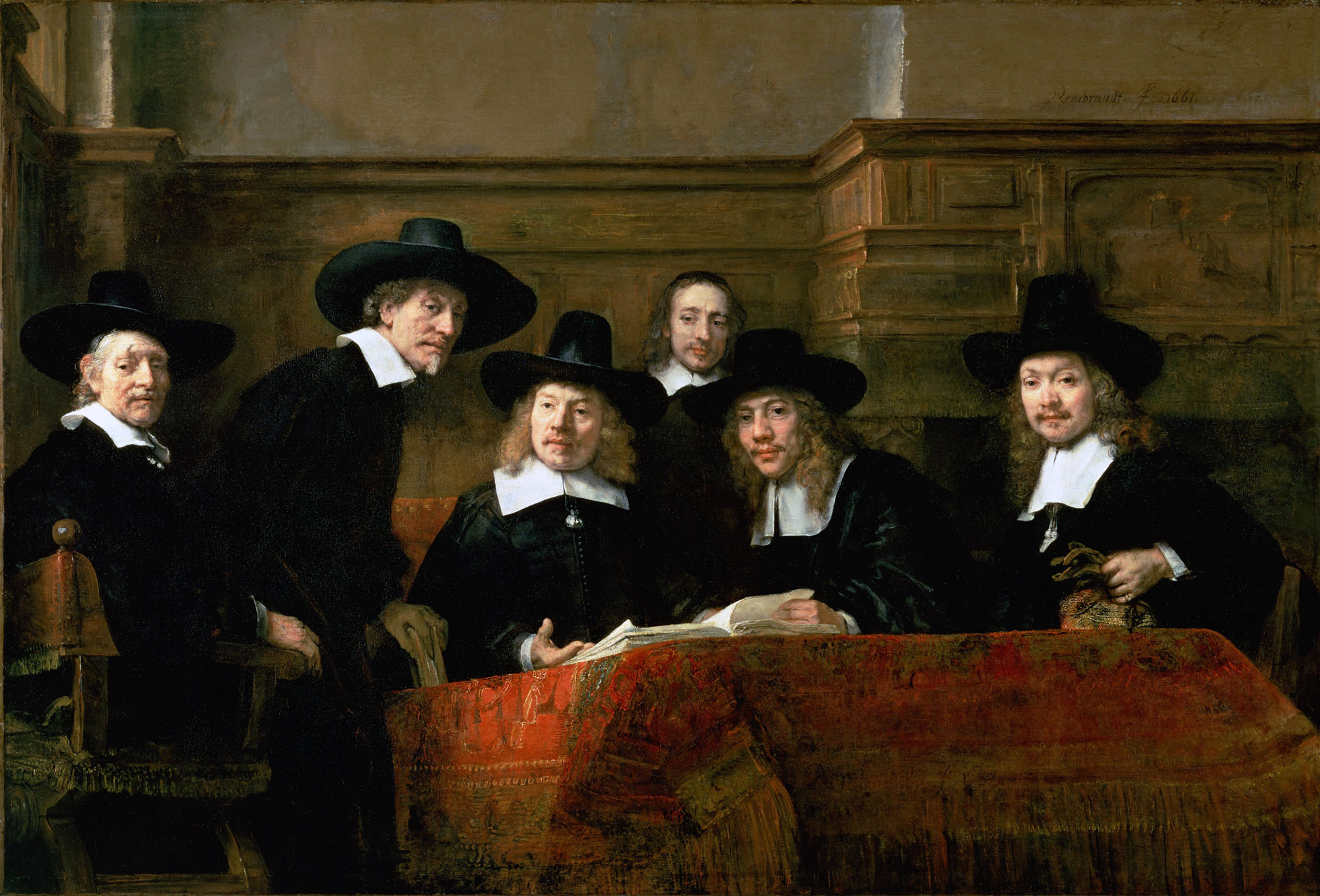
De Staalmeesters

Na de verkoop van zijn huis betrok Rembrandt een kleinere huurwoning aan de tegenwoordige Rozengracht 184, niet ver van de zeeschilder Jan Abrahamsz. van Beerstraten. Hoewel zijn reputatie beschadigd was en de Amsterdamse elite niet meer zo veelvuldig bij hem aanklopte, bleef hij populair en kon hij zijn werk voortzetten. Om de opbrengst van zijn werken uit de handen van de schuldeisers te houden, begonnen Hendrickje en Titus een schilder- en kunsthandel, waarbij ze Rembrandt in dienst namen tegen kost en inwoning. De werken die hij maakte kwamen toe aan de kunsthandel, zodat hij ongeplaagd door crediteuren kon blijven produceren.
Het is niet onmogelijk dat Rembrandt in 1661 via bemiddeling van Jan J. Hinlopen opdracht kreeg voor de levering van een Claudius Civilis voor het in aanbouw zijnde stadhuis. Govert Flinck, die de opdracht eerder had gehad, was in 1660 overleden.
In 1661 stuurde Rembrandt de werken Alexander de Grote en Homerus dicterend aan een schrijver naar graaf Antonio Ruffo uit Messina. Met hem had Rembrandt al sinds 1652 contact. Ruffo had Aristoteles bij de buste van Homerus gekocht voor 500 gulden en had later een pendant besteld. Toen die op zich liet wachten, schilderde Il Guercino de Kosmograaf voor Ruffo. Ruffo stuurde de twee schilderijen die hij in 1661 ontving terug. De naad waarmee de Alexander was vergroot stoorde Ruffo, en de Homeros vond hij 'onvoltooid' en 'slordig geschilderd'. In 1662 kwam de belangrijke opdracht voor het schilderij De Staalmeesters.
In 1663 overleed Hendrickje. Titus overleed in september 1668, niet lang nadat hij zijn nicht Magdalena van Loo had getrouwd. Zij was de dochter van Jan van Loo, de broer van Saskia's zwager en Titus' peetvader Gerrit van Loo. Rembrandt had in de tussentijd zijn drie laatste zelfportretten geschilderd. Cosimo III de' Medici had in 1667 bij een bezoek tevergeefs geprobeerd een portret bij hem te kopen, wat hem bij een tweede bezoek twee jaar later wel lukte. Rembrandt had een voorstudie gemaakt voor drie altaarstukken voor de Basilica di Nostra Signora Assunta in Genua. Er was flink onderhandeld over de prijs. De voorstudies zijn verscheept, maar waarschijnlijk nooit aangekomen.
Op 4 oktober 1669 overleed Rembrandt op 63-jarige leeftijd in Amsterdam. Vier dagen later werd hij begraven in een huurgraf in de plaatselijke Westerkerk. De nabestaanden betaalden vijftien gulden aan de koster, een voor die tijd aanzienlijk bedrag. In het overlijdensregister van de kerk staat: 'Rembrandt van Rijn, schilder, wonende Rozengracht tegenover het Doolhof, kist met zestien dragers...Kosten: 20 gulden'. In de boedel bevond zich een helm die toebehoord zou hebben aan Gerard van Velsen. Twee weken later stierf zijn schoondochter Magdalena van Loo.

### Nageslacht
Rembrandt liet een dochter, Cornelia, en een kleindochter, Titia, achter.
- Cornelia (1654-1684) is vernoemd naar Rembrandts moeder. Ze werd op 30 oktober 1654 gedoopt in de Oude Kerk. Hoewel Rembrandt en Hendrickje niet waren getrouwd, werd Rembrandt wel officieel als vader geregistreerd. Na het overlijden van haar moeder in 1663 werd Rembrandt haar enige voogd. In 1664 heeft Rembrandt zijn vriend en schilder Christiaan Dusart tot voogd benoemd in geval van zijn overlijden. Toen Rembrandt in 1669 overleed was Cornelia pas veertien jaar. Ze trouwde op 3 mei 1670 met de schilder Cornelis Suythof.[71] Als bastaard had ze weinig rechten, en ze vertrok in 1671 met haar man naar Nederlands-Indië om daar fortuin te zoeken.[72] Daar kregen ze drie zonen: Rembrandt (1673), Rembrandt (1675-† voor 1685/89) en Hendrick (1678 - † voor dec. 1691).[73] Cornelia overleed in 1684 in Batavia.[74]

- Titia van Rijn (1669-1715). Toen Magdalena van Loo, de vrouw van Titus van Rijn drie maanden zwanger was, overleed haar man. Op 22 maart 1669 werd Titia gedoopt in de Nieuwezijds Kapel. Als getuigen bij de doop waren aanwezig: Rembrandt, Magdalena’s moeder Anna Huijbrechts, en als derde doopgetuige de juwelier François van Bijler.[75] Deze laatste werd tevens als voogd aangewezen. In dat najaar overleed haar moeder. Op haar zeventiende trouwde Titia van Rijn in de Sloterkerk met de zoon van haar voogd, François van Bijler de jonge (1669-1728).[76] Als enige wettige erfgenaam van haar grootvader Rembrandt van Rijn werd haar in 1671 een bedrag van 3.150 gulden uitgekeerd, afkomstig uit de verkoop van schilderijen, tekeningen en "rariteiten". Titia van Rijn stierf kinderloos.[72]

## Naam en handtekening
De naam "Rembrandt" is een spellingsvariant van de voornaam Rembrant.  De allereerste keer dat zijn naam in de archieven voorkomt, is bij zijn inschrijving in 1620 aan de Leidse Universiteit, daarbij geschreven als 'Rembrandus'. (een latinisering van zijn naam, in die tijd gebruikelijk in wetenschappelijke kringen). 
Voor 1633 bestonden zijn vroegste handtekeningen uit een "R", of het monogram "RH" of "RHL" (voor Rembrant Harmenszoon en voor Leiden). In 1632 gebruikte hij voor het eerst enkel zijn voornaam. In 1633 voegde hij een "d" toe, wat hij van dan af aan voor al zijn schilderijen handhaafde. Met de praktijk van het ondertekenen van zijn werk met zijn voornaam, stelde hij zich op één lijn met de Italiaanse grootheden Michelangelo, Titiaan en Rafaël, die algemeen werden erkend als de allergrootste kunstenaars en ook bekendstonden met slechts hun voornaam.

## Rembrandt als etser
Rembrandt was gedurende zijn leven vooral beroemd als etser, en was als zodanig tot in Italië bekend. Hij begon in 1628 met etsen, een techniek die Jan Lievens hem waarschijnlijk had geleerd. Twee eerdere prenten, De besnijdenis en De vlucht naar Egypte, die tot voor kort aan Rembrandt werden toegeschreven, blijken van de hand van Lievens te zijn. Rembrandt heeft later een aantal oosterse koppen van Lievens nageëtst en die, zonder de auteur te vermelden, onder zijn eigen naam op de markt gebracht.

## Werk

### Omvang van het oeuvre
In 1968 werd gestart met het Rembrandt Research Project, een wetenschappelijk project dat naar optimistische verwachting niet langer dan tien jaar zou duren. Het betrof een multidisciplinair project waarbij kunsthistorici en specialisten uit andere wetenschapsgebieden samenwerkten om de authenticiteit van werken die aan Rembrandt worden toegeschreven opnieuw vast te stellen. De nieuwste technische middelen werden aangewend om zo een volledige nieuwe catalogus van zijn schilderijen samen te stellen. Als gevolg van de bevindingen hebben de experts vele schilderijen die aan Rembrandt werden toegeschreven van hun lijst gehaald, maar ook een aantal teruggeplaatst. Het project is in 2014 afgerond met de verschijning van het zesde en laatste deel van de catalogus, A Corpus of Rembrandt Paintings (1982-2014).
Volgens een opgave van Rembrandtkenner Gary Schwartz was de omvang van het oeuvre in 2006 als volgt: over honderdvijftig van de vierhonderd schilderijen bestaat geen consensus of ze van Rembrandt zijn; men is het erover eens dat 285 etsen aan Rembrandt toegeschreven moeten worden; de stand van zaken omtrent de tekeningen is onbekend, omdat daarvan sinds 1973 geen nieuwe catalogus is verschenen. In die laatste catalogus stonden 1575 tekeningen, waarvan sindsdien de helft is betwist.

### Techniek
Door zijn vrije en trefzekere techniek kon Rembrandt zich veroorloven met de kwast een schilderij meteen ruw op te zetten. De meeste schilders maakten eerst een ondertekening in houtskool. Bovendien gebruikte Rembrandt, meer dan tijdgenoten, een dikke onderschildering en gebruikte hij veel impasto. De witte onderschilderingen werden vervolgens met doorzichtige verf in een glaceertechniek overgeschilderd, waardoor rijke kleuren ontstonden. Ten slotte gebruikte Rembrandt de frottis- ofwel drogekwasttechniek: de bijna droge verf bleef niet overal zitten en geeft een willekeurige, spikkelachtige structuur.
In 2019 werd ontdekt dat Rembrandt voor zijn impasto een mengsel van pigmenten gebruikte, namelijk loodwit, een mengsel van {\displaystyle {\ce {Pb3(CO3)2.(OH)2}}} (hydrocerussiet) en {\displaystyle {\ce {PbCO3}}} (cerussiet). Daaraan voegde hij nog een andere stof toe, wellicht loodoxide (loodglit), waardoor {\displaystyle {\ce {Pb5(CO3)3O(OH)2}}} (plumbonacriet) ontstond.

### Periodes, thema's en stijlen
In Rembrandts Leidse periode (1625-1631) was de invloed van Lastman het meest prominent, en werd hij waarschijnlijk ook door van Jan Lievens beïnvloed. Zijn schilderijen uit die periode zijn tamelijk klein, maar rijk in detail (bijvoorbeeld in kostuums en juwelen). Waar Lastman zelf bij voorkeur een compositie breed opzette, met veel personages die het zicht op de hoofdhandeling benemen, daar concentreerde Rembrandt al zijn figuren juist op de centrale gebeurtenis. Religieuze en allegorische thema's waren favoriet, evenals 
tronies. In 1626 vervaardigde Rembrandt zijn eerste etsen, die door hun verspreiding sterk bijdroegen aan zijn internationale faam. De eerste grote stap in zijn ontwikkeling als schilder zette hij in 1629, het jaar dat hij onder meer De schilder in zijn atelier voltooide, waaruit zijn belangstelling blijkt voor lichtbehandeling en variatie in het aanbrengen van verf.
Gedurende zijn eerste jaren in Amsterdam (1632-1636) begon Rembrandt dramatische, contrastrijke Bijbelse en mythologische taferelen te schilderen op groot formaat (De blindmaking van Simson, Het feestmaal van Belsazar, Danaë) in een poging de barokke stijl van Rubens te overtreffen. Af en toe bijgestaan door assistenten uit de werkplaats van Uylenburgh schilderde hij vele portretten in opdracht, zowel klein als groot (De anatomische les van Dr. Nicolaes Tulp)
Eind jaren dertig schilderde Rembrandt veel landschappen en maakte hij veel etsen over de natuur. Zijn landschappen waren in die tijd vaak speelbal van die natuur, met dreigende wolkenluchten en ontwortelde bomen. Vanaf ongeveer 1640 werd Rembrandts werk soberder, wat wellicht te verklaren valt uit de familietragedies die hem overkomen waren. Uitbundigheid maakte plaats voor diepgevoelde innerlijke emoties. Bijbelse taferelen waren nu vaker op het Nieuwe Testament gebaseerd dan op het Oude, zoals eerder het geval was geweest. Een citaat van Rembrandt uit zijn brief van februari 1636 aan Constantijn Huygens over de voortgang van de door het Haagse hof opgedragen drie passiedoeken illustreert dit:
" ..dat ick seer naerstich doende ben met die drie passij stucken voorts met bequameheijt aftemaeken die sijn excellencij my selfs heeft geordijneert, een grafleg[ing] - ende een Verrijsenis en een Hemelvaert Chrisstij. De selvijge ackoordeeren met opdoening en afdoeningen vant Chruijs Chrisstij. Van welken drie voornomden stuckens een van opgemaekt is daer Chrisstus ten Heemel opvaert - ende die ander twee [schilderijen] ruym half gedaen sijn."
In 1642 schilderde hij De Nachtwacht, het meest substantiële van de belangrijke groep portretopdrachten uit deze periode, voor welk werk hij oplossingen trachtte te vinden voor compositionele en verteltechnische moeilijkheden die hij in eerdere werken trachtte te bedwingen.
Rembrandts schilderijen uit het decennium na De Nachtwacht vertoonden een grote variatie in omvang, thema en stijl. De vroegere neiging om dramatische effecten te bereiken met sterke contrasten tussen licht en schaduw werd ingeruild voor een meer frontale belichting en grotere en meer verzadigde kleurgedeelten. Deze veranderingen mogen worden gezien als stappen in de richting van een meer klassieke compositie en, gelet op het eveneens expressievere gebruik van penseelstreken, kan ook wijzen op vertrouwdheid met Venetiaanse kunst (Susanna en de ouderlingen; 1647). In deze periode werd Rembrandts productie vaker geëtst dan geschilderd. In deze grafische werken maakte natuurdrama geleidelijk plaats voor rustige Hollandse plattelandstaferelen.
In de jaren vijftig veranderde Rembrandts stijl opnieuw. Schilderijen werden weer groter, kleuren rijker, penseelstreken krachtiger. Hiermee nam Rembrandt afstand van eerder werk en van de heersende mode, die juist meer en meer neigde tot fijn, gedetailleerd werk. Zijn lichtbehandeling werd ruiger en glans verdween vrijwel geheel. Zijn geheel eigen benadering van het aanbrengen van verf kan gedeeltelijk zijn ontleend aan het werk van Titiaan en gezien worden in samenhang met het toenmalige debat over afwerking en oppervlaktekwaliteit van schilderijen. Toenmalige documenten spreken soms afkeur uit over de grofkorreligheid van Rembrandts penseelstreken en de kunstenaar zelf schijnt bezoekers te hebben ontmoedigd om zijn schilderijen van te dichtbij te aanschouwen. De bewerking van de verf zou op middeleeuwse technieken kunnen teruggrijpen, toen het schilderoppervlak werd beheerst door mimetische effecten. Het eindresultaat is een rijk gevarieerde verfbehandeling, diepgelaagd en veelal ogenschijnlijk slordig, maar die vorm en ruimte suggereert in een zowel bedrieglijke als hoogst individuele wijze.
In latere jaren schilderde Rembrandt nog steeds veel Bijbelse thema's, maar de nadruk verschoof van dramatische groepsscènes naar intieme portretachtige figuren. In zijn laatste jaren schilderde Rembrandt een aantal van zijn meest beschouwelijke zelfportretten (van 1652 tot 1669 schilderde hij er vijftien) en enkele roerende afbeeldingen van zowel mannen als vrouwen (Het Joodse Bruidje, circa 1666) - verliefd, levendig, en voor het aangezicht van God.

### De Nachtwacht

De Nachtwacht (1642)

Rembrandt schilderde de De Nachtwacht of Het korporaalschap van Frans Banning Cocq en luitenant Willem Ruytenburgh maakt zich gereed, tussen rond 1640 en 1642. Het meesterwerk, dat waarschijnlijk rond 1796-1797 voor het eerst De Nachtwacht werd genoemd, was besteld voor de nieuwe Kloveniersdoelen, verzamelplaats voor de musketiers van verschillende schutterijen.
Rembrandt nam afstand van de conventie om dergelijke schuttersstukken stijf en formeel af te beelden en het is dan ook meer een actiescène dan een opstelling. Hij toonde een deel van de burgerwacht van wijk II, afkomstig tussen de Damrak en de Nieuwendijk als het vendel bij de poort staat opgesteld en wil optrekken met opgestoken lansen of pieken.

### Andere meesterwerken

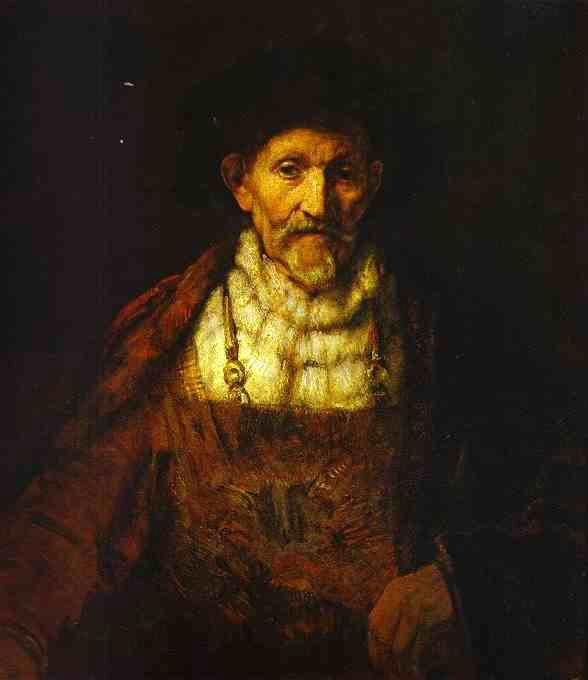
Oude man (1651)
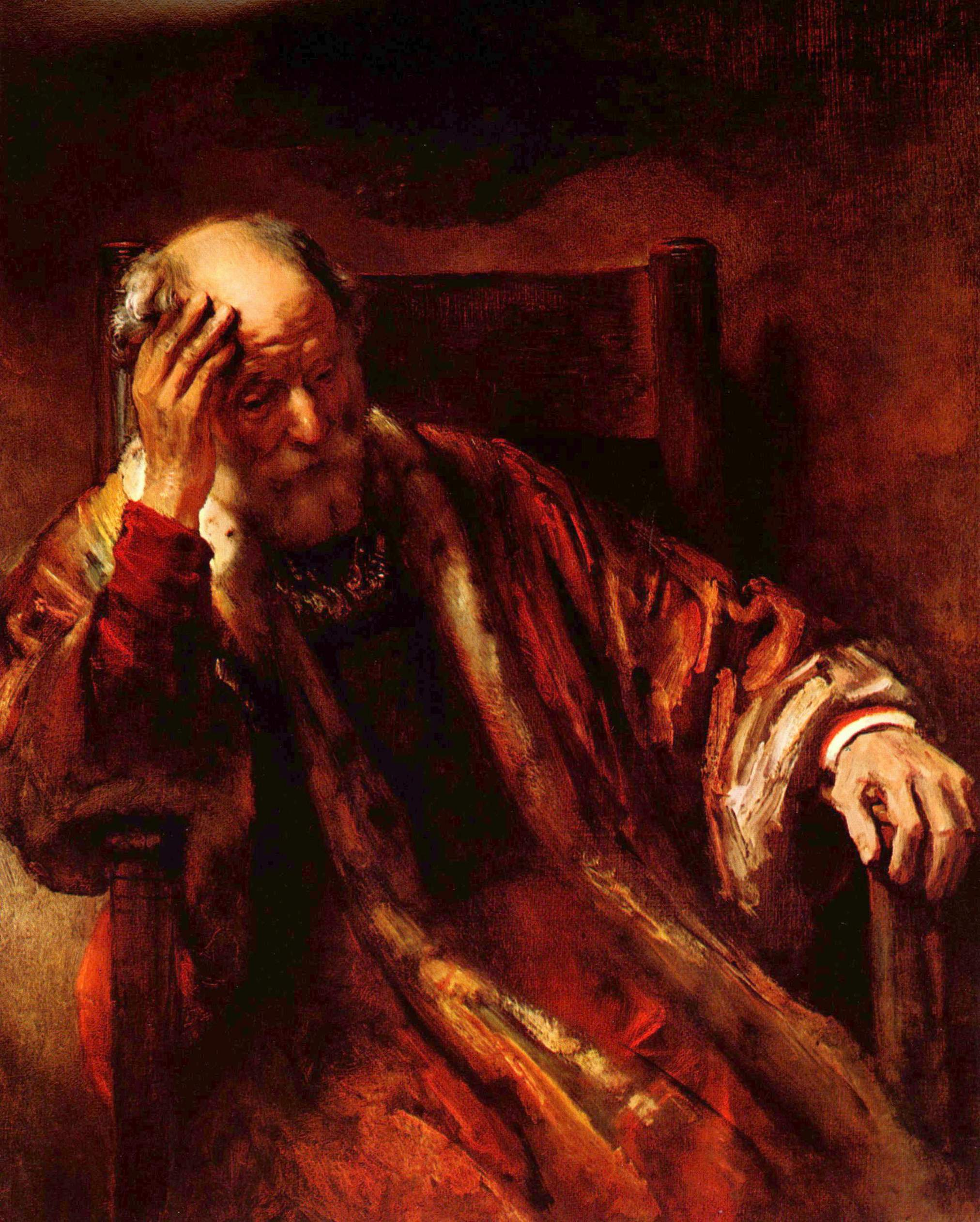
Oude man in leunstoel (1652)
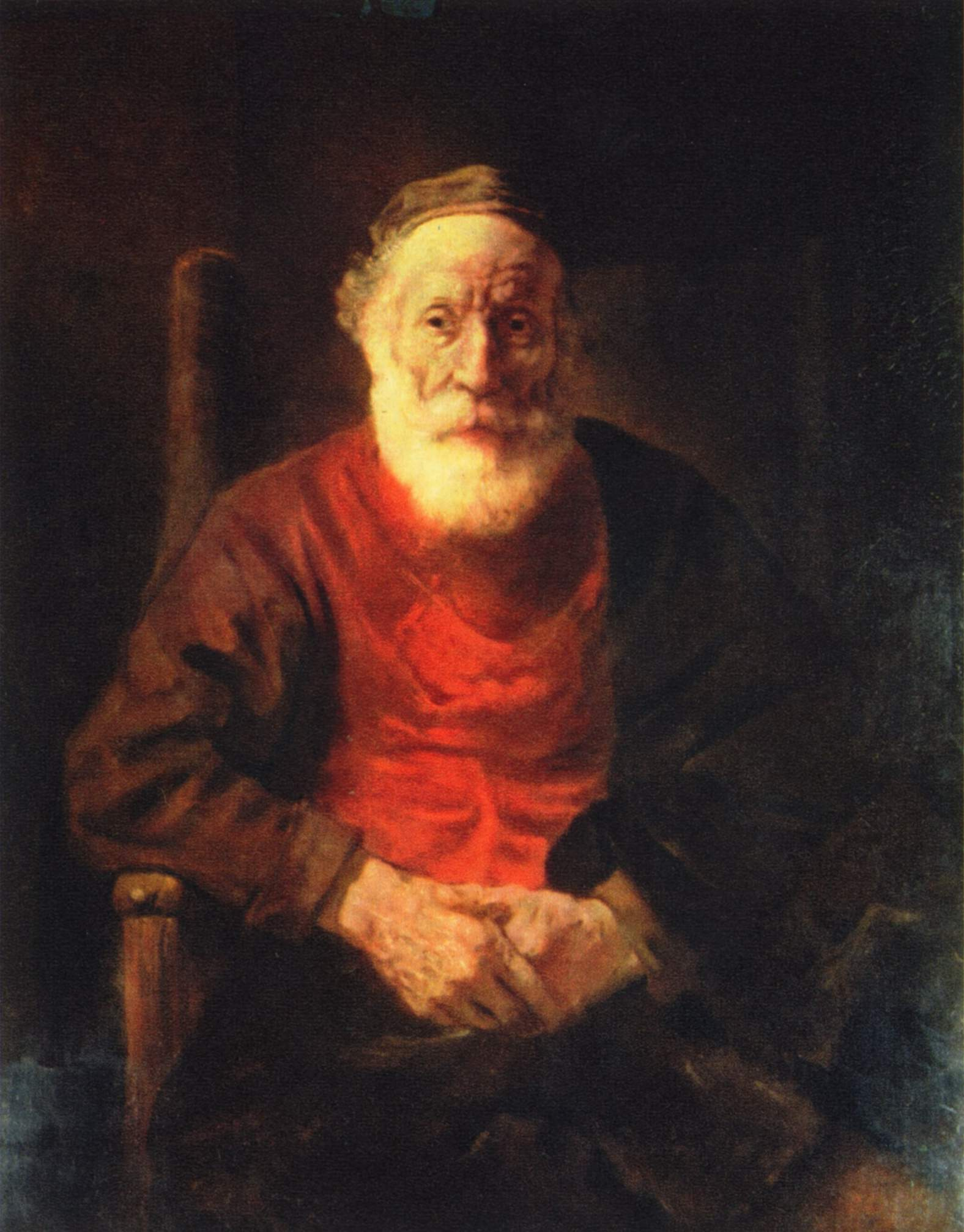
Oude man in leunstoel (1654)
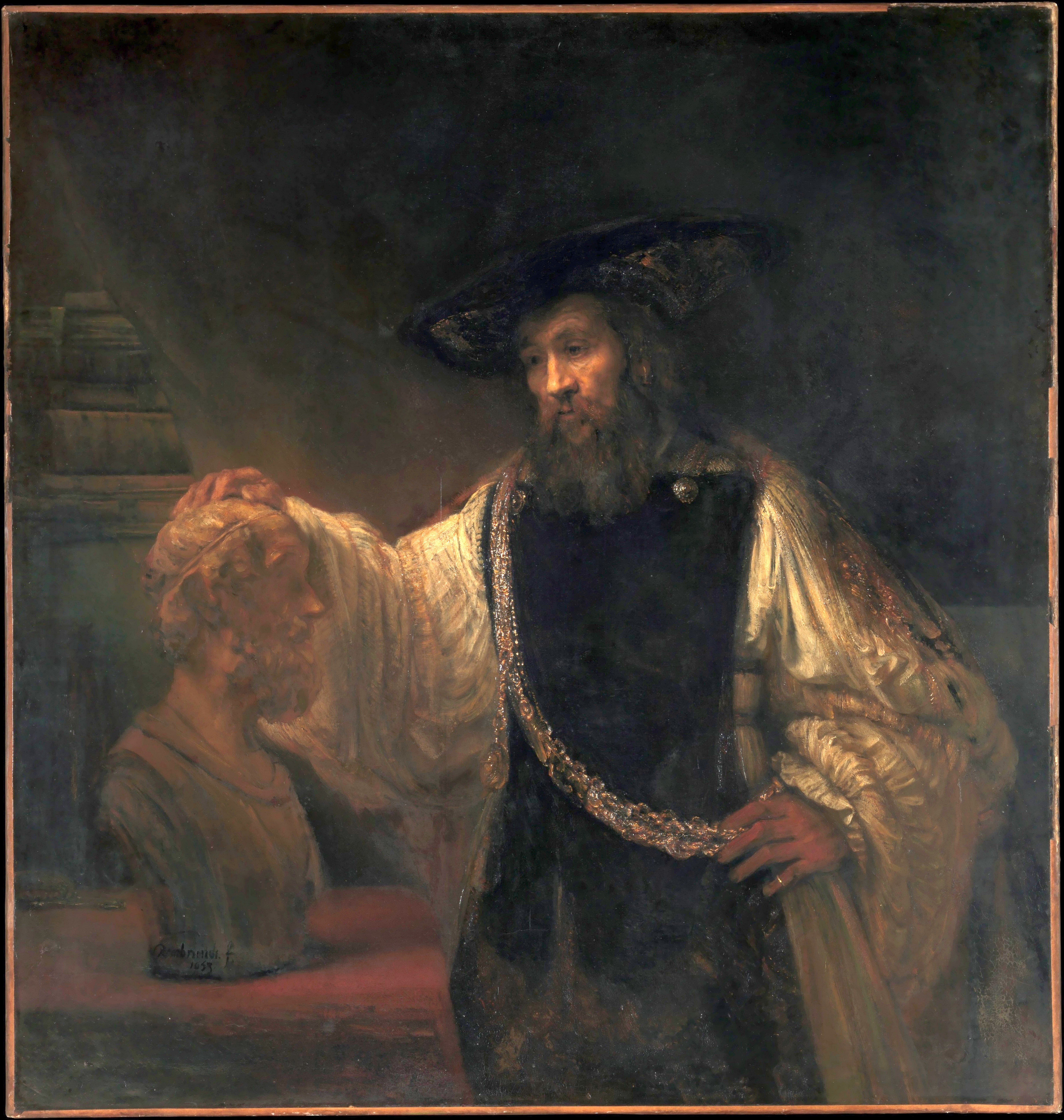
Aristoteles peinzend (1653)
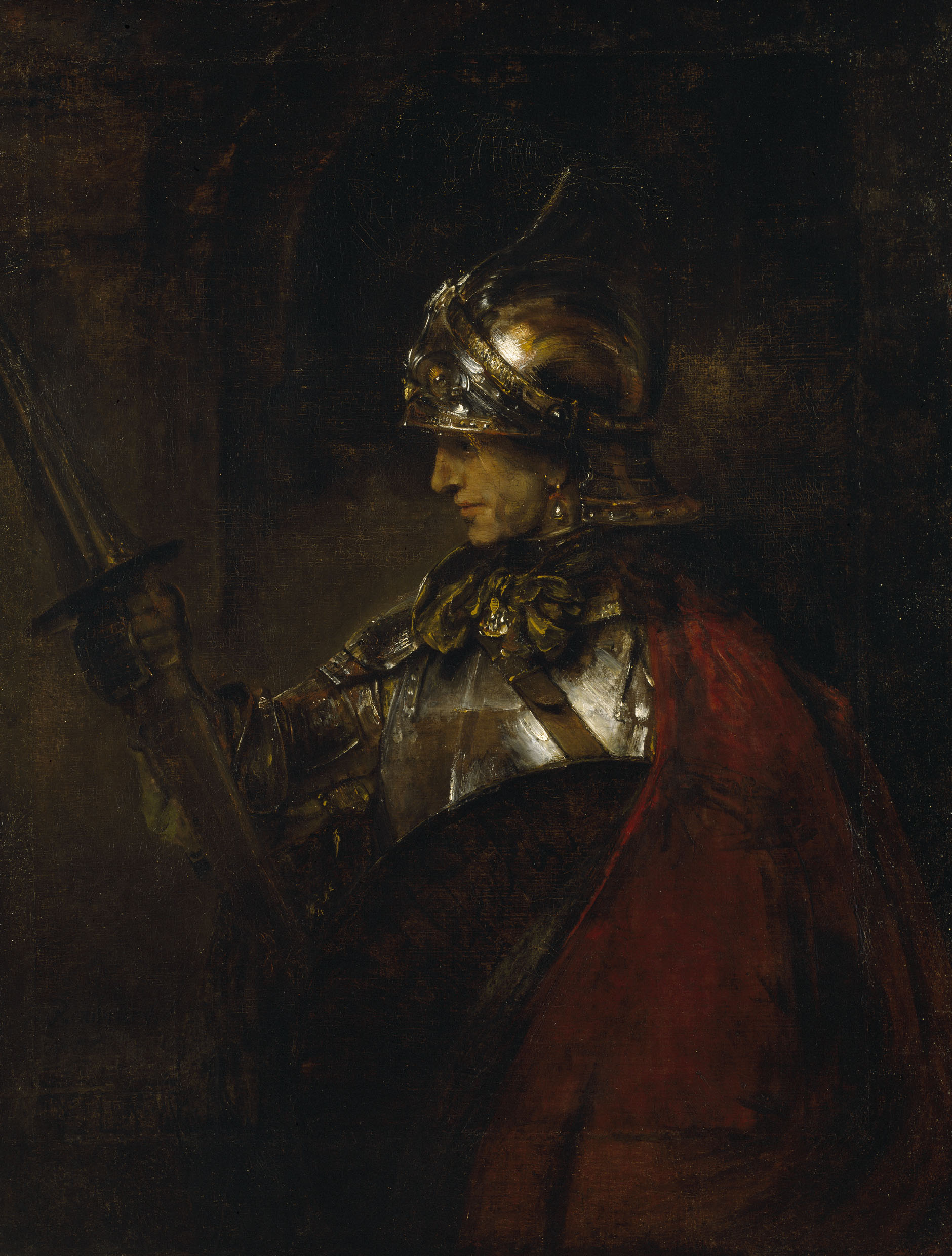
Man in wapenuitrusting (1655)

- 1627 De vlucht naar Egypte (Museum voor Schone Kunsten, Tours)
- 1632 De anatomische les van Dr. Nicolaes Tulp (Mauritshuis, Den Haag)
- 1635 Het Offer van Abraham (Hermitage, Sint-Petersburg) (afbeelding van Isaac)
- 1635 Belsazar's Feest (National Gallery, Londen) (afbeelding van Belsazar)
- 1636 De blindmaking van Simson (Stadel Museum, Frankfurt am Main) (afbeelding van Simson)
- 1636 Danaë (Hermitage, Sint-Petersburg) (afbeelding van Danaë).
- 1641 Jonge vrouw in een schilderijlijst (Koninklijk Kasteel, Warschau)
- 1641 Geleerde aan een lessenaar (Koninklijk Kasteel, Warschau)
- 1642 De compagnie van kapitein Frans Banning Cocq beter bekend als De Nachtwacht (Rijksmuseum, Amsterdam)
- 1643-1649 Christus geneest de zieken, ook bekend als De honderd gulden prent (o.a. Rijksmuseum Amsterdam; Victoria and Albert Museum, Londen), een ets, de bijnaam ervan sloeg op het voor die tijd enorme bedrag dat voor de prent werd betaald. Afbeelding van Christus
- 1654 Bathseba met de brief van koning David (Louvre, Parijs) (men denkt dat Hendrickje voor dit schilderij model heeft gestaan)
- 1660 Ahasveros en Haman aan het feestmaal van Esther, Poesjkinmuseum, Moskou
- 1661 De samenzwering van de Bataven onder Claudius Civilis (Nationalmuseum, Stockholm).[88]
- ca. 1660-1665 Saul en David (Mauritshuis, Den Haag)
- 1662 De Staalmeesters (Rijksmuseum, Amsterdam)
- 1664 Het Joodse Bruidje (Rijksmuseum, Amsterdam)
- 1669 Terugkeer van de Verloren Zoon (Hermitage), Sint-Petersburg

## Leerlingen
Om in hun levensonderhoud te voorzien namen schilders leerlingen aan, die daarvoor leergeld betaalden. Als een, ver gevorderde, leerling iets maakte dat kon worden verkocht werd de opbrengst in mindering gebracht op het leergeld.
Met de leerling werd een 'leerovereenkomst' gesloten, waarin onder andere stond dat 'de meester zijn leerling zal opleiden om te schilderen in diens stijl'.
Leerlingen kregen een opleiding volgens een vaststaand leerplan. Samuel van Hoogstraten, leerling van Rembrandt, schreef daarover: Gewoonlijk zet men de jeugd eerst aan het tekenen met ogen, neuzen, monden, oren en verschillende tronies, en verder van allerlei prenten. Daarna tekenden leerlingen prenten na van beroemde meesters. Vervolgens kwam het natekenen van driedimensionale voorwerpen, waaronder gipsbeelden, en als ze dat voldoende konden werd er getekend naar de natuur. Rembrandt zelf schetste met zijn leerlingen vaak in de natuur.
- Gerrit Dou (1613-1675), zijn eerste leerling
- Isaac de Jouderville (ca. 1612 – ca. 1645/1648)
- Govert Flinck (1615-1660)
- Ferdinand Bol (1616-1680)
- Jan Victors (1619-1676)
- Gerbrand van den Eeckhout (1621-1674)
- Willem de Poorter (1608-na 1648)
- Carel Fabritius (1622-1654)
- Samuel van Hoogstraten (1627-1678) die tevens een bekend boek over de schilderkunst in die tijd schreef, waarin hij Rembrandt bekritiseerde.
- Lambert Doomer (1624-1700)
- Jurriaen Ovens (1623-1678)
- Nicolaes Maes (1643-1693)
- Barent Fabritius (1624-1673)
- Willem Drost (1633-1659)
- Constantijn van Renesse
- Leendert van Beijeren (1619/20-1649)
- Arent de Gelder (1645-1727), zijn laatste leerling.

Rembrandt signeerde diverse keren het werk van zijn leerlingen. In 1968 werd gestart met het Rembrandt Research Project (RRP) onder auspiciën van de Nederlandse Organisatie voor Wetenschappelijk Onderzoek (NWO). Kunsthistorici bundelden hun krachten met experts uit andere disciplines om de authenticiteit te bepalen van aan Rembrandt toegeschreven werken. Hierbij werd onder meer gebruikgemaakt van nieuwe methoden voor technische diagnostiek, om een complete catalogus van zijn schilderijen samen te stellen. Veel schilderijen die eerder aan Rembrandt waren toegeschreven zijn van de lijst geschrapt en worden nu gezien als het werk van zijn leerlingen. De eerste delen van het corpus verschenen in 1982, het zesde en laatste deel verscheen in 2014.

## Rembrandt in de cultuur

### Rembrandt als nationaal schilder
Hoewel Rembrandt bij leven al een succesvol schilder was, kwam zijn grote roem in Nederland pas laat. Tot aan de Belgische Revolutie gold Peter Paul Rubens als de grootste schilder die ‘de Nederlanden’ ooit hadden voortgebracht, maar deze werd na de Belgische onafhankelijkheid geclaimd als Belgische grootheid: hij kreeg al snel een standbeeld in Antwerpen. Daarmee zat Nederland verlegen om een tegenwicht, een groot Nederlands en liefst protestants, republikeins en burgerlijk schilder. Rembrandt werd daartoe uitgekozen.
Dit ging niet zonder slag of stoot. Zo populair was Rembrandt niet: men vond hem toen een bot en vulgair persoon. Voor het oprichten van een standbeeld werden fondsen geworven onder Amsterdamse ondernemers, die het problematisch vonden dat Rembrandt failliet was gegaan (dus geen voorbeeldig ondernemer). Het uiteindelijk gerealiseerde standbeeld was van gietijzer, niet van brons, dit bij gebrek aan fondsen. Toen dat standbeeld er eenmaal stond volgde een omslag in publieke perceptie: wie zo'n groot standbeeld had, was ook zeker een groot schilder.

### Musical, film en televisie
De eerste film over Rembrandt (waarschijnlijk rond 1912) is verloren gegaan en enig naslagwerk erover ontbreekt. In de jaren die volgden, verschenen er in de Verenigde Staten films als The Stolen Rembrandt en Is this a Rembrandt, die meer om de schilderijen draaien. In 1936 verscheen er een Amerikaanse Rembrandtfilm met Charles Laughton in de hoofdrol.
Nederland volgde vier jaar later, in 1940, met een Rembrandtfilm, geregisseerd door Gerard Rutten en in het geheim opgenomen. De bezetters vonden de film ongeschikt naar hun maatstaven, maar de Nederlandse makers wilden er niets meer aan veranderen. In de herfst van 1941 maakten de Duitsers in Nederland een speelfilm over Rembrandt van Rijn. De ploeg maakte er een grootse filmproductie van. Er werd een enorm decor gebouwd in de vorm van het Rembrandthuis aan de Jodenbreestraat, inclusief omliggende huizen.
In 1957 maakte Bert Haanstra een korte documentaire over Rembrandt, gevolgd door Jos Stelling met zijn Rembrandt fecit 1669, over de laatste levensjaren van Rembrandt. In 1999 verscheen de grote Europese productie Rembrandt met Klaus Maria Brandauer in de hoofdrol; in die film wordt Engels gesproken. In juli 2006 ging een musical over het leven van Rembrandt in première onder de titel Rembrandt, met Henk Poort en Syb van der Ploeg beurtelings in de rol van de schilder. De Britse filmregisseur Peter Greenaway maakte een film over Rembrandt en diens drie vrouwen. De film, Nightwatching, werd gemaakt tijdens het Rembrandtjaar 2006 en ging in 2008 in première.
In 2011 vertoonde de EO de vierdelige televisieserie Rembrandt en ik.